# Faença
Faença (em italiano: Faenza) é uma comuna italiana da região da Emília-Romanha, província de Ravena, com cerca de 53.369 habitantes. Estende-se por uma área de 215 km², tendo uma densidade populacional de 248 hab/km². Faz fronteira com Bagnacavallo, Brisighella, Castel Bolognese, Cotignola, Forlì (FC), Riolo Terme, Russi, Solarolo. É a sede da equipe de Fórmula 1 Racing Bulls e também é a cidade natal da cantora Laura Pausini.
Faenza-cidade do centro-norte da Itália, Província de Ravena, conhecida como centro de fabricação de cerâmica (faianças).
Era conhecida como Favência no período romano.

## Demografia
| Variação demográfica do município entre 1861 e 2011                               |
|                                                                                   |
| Fonte: Istituto Nazionale di Statistica (ISTAT) - Elaboração gráfica da Wikipedia |